# Hennie van Rooyen-Vernooij
Hennie van Rooyen-Vernooij is een voormalig voetballer die uitkwam voor het Nederlands vrouwenelftal. Ze was keeper.
Van Rooijen speelde tien maal voor het Nederlands elftal. Haar debuutwedstrijd was op 9 november 1973, uit tegen Engeland, toen zij in de 60e minuut Hanny van de Bungelaar verving. 